# チョン・ヒョンジョン (アナウンサー)
チョン・ヒョンジョン（ハングル表記：정현정）は、大韓民国のKBS全州放送総局所属のアナウンサー。2010年に入局した。